# Ormes (Aube)
Ormes è un comune francese di 203 abitanti situato nel dipartimento dell'Aube nella regione del Grand Est.

## Società

### Evoluzione demografica
Abitanti censiti